# Peter-und-Paul-Kirche (Ziębice)

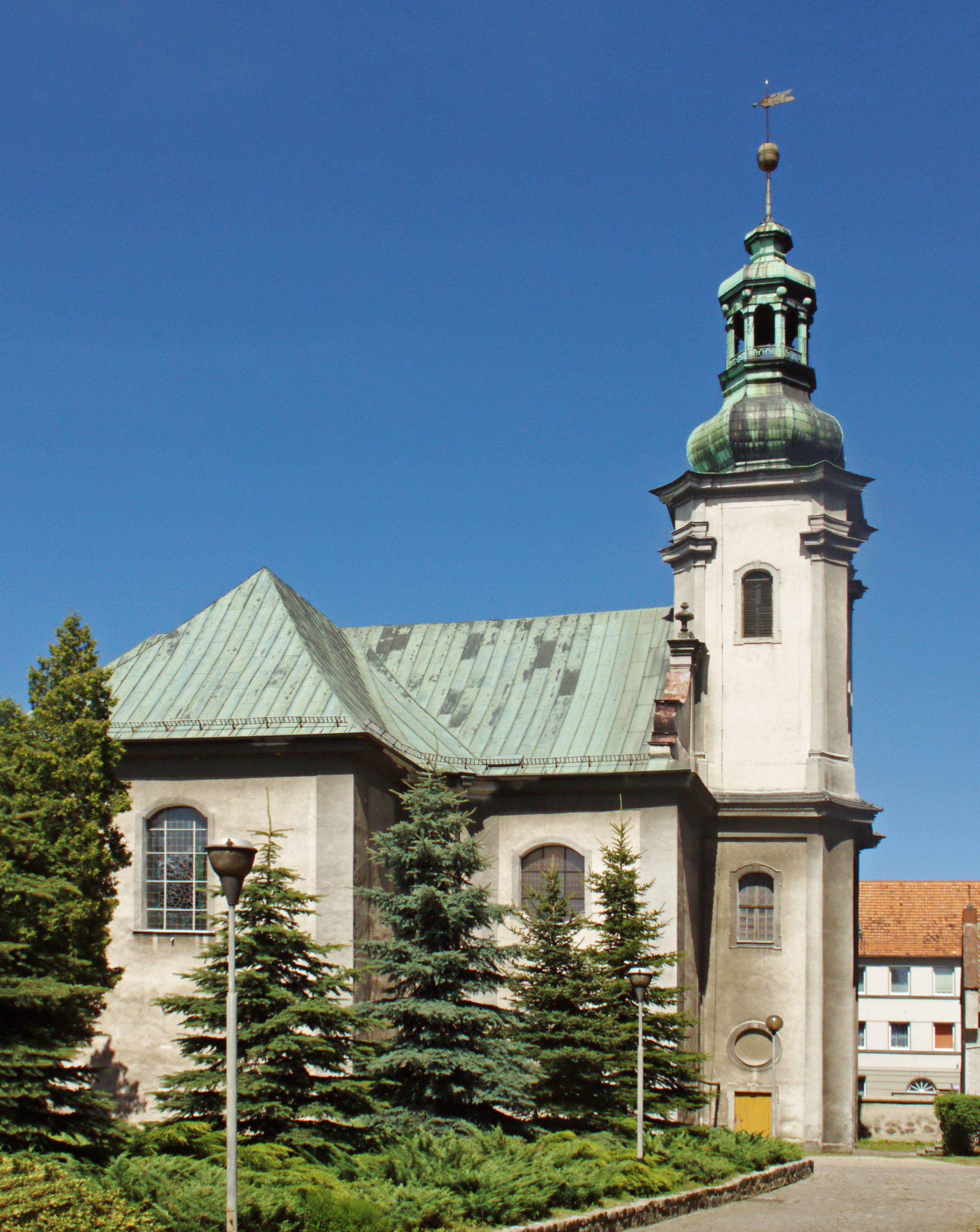
Peter-und-Paul-Kirche

Die Kirche St. Peter und Paul (poln. Kościół Świętych Apostołów Piotra i Pawła) ist eine römisch-katholische Kirche in der schlesischen Stadt Ziębice (deutsch Münsterberg). Das Gotteshaus liegt nordwestlich des Stadtkerns außerhalb der mittelalterlichen Stadtbefestigung an der ul. Kolejowa (bis 1945 Bahnhofstraße). Die Kirche ist seit 1972 die Hauptkirche der Pfarrei St. Peter und Paul (Parafia św. Apostołów Piotra i Pawła) in Ziębice.

## Geschichte

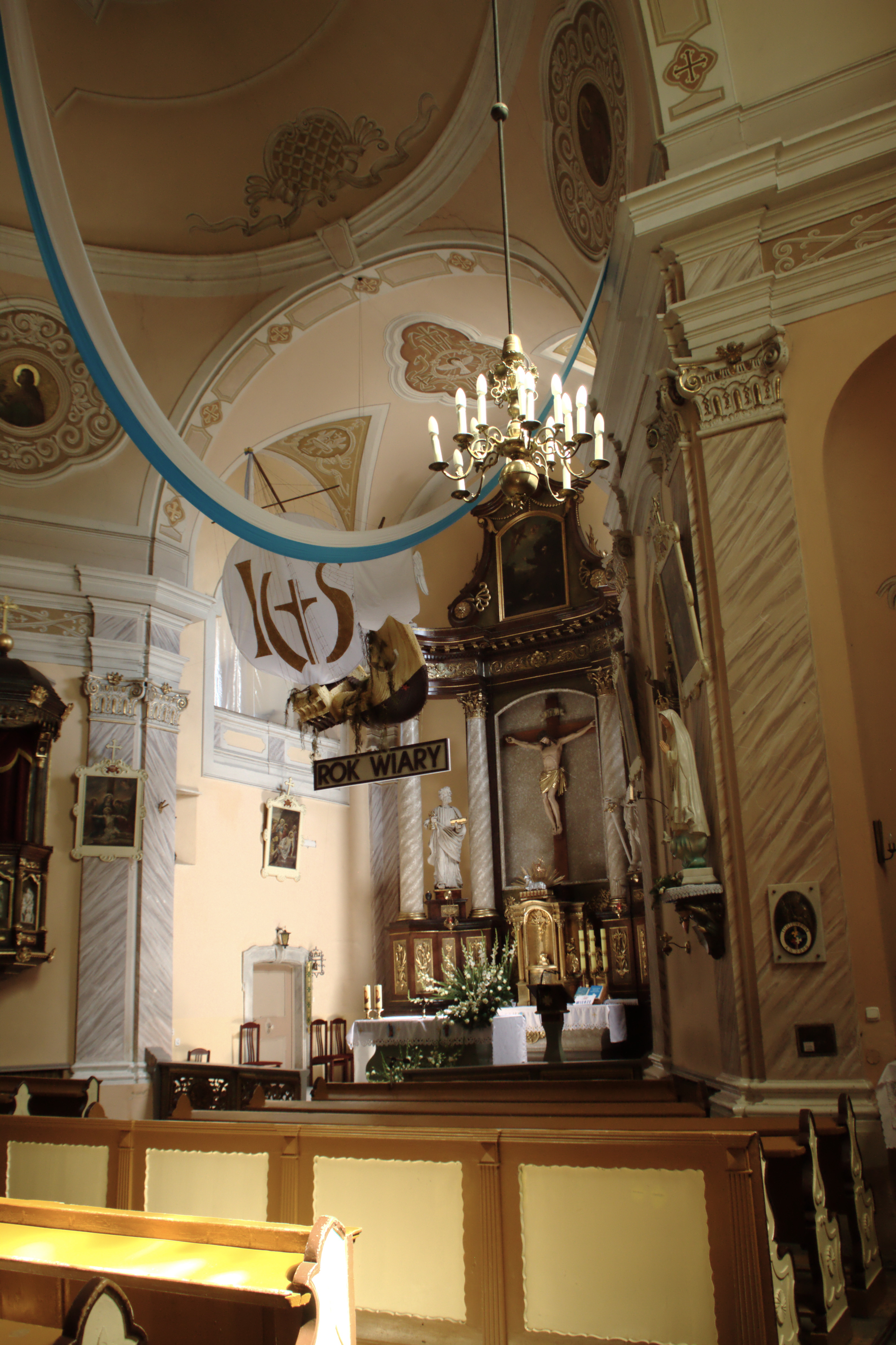
Innenraum mit Hauptaltar

Seit 1276 bestand in Münsterberg ein Hospital, das 1282 die Breslauer Kreuzherren mit dem Roten Stern von St. Matthias übernahmen, die hier die Kreuzherrenkommende „St. Petri et Pauli“ errichteten. Sie lag außerhalb der Stadtbefestigung am Breslauer Tor. Nachdem sich die Münsterberger Herzöge zur neuen Lehre bekannten, wurde der katholische Gottesdienst in der Peter-und-Paul-Kirche 1567 eingestellt. Erst Ende des 17. Jahrhunderts wurde die Niederlassung der Kreuzherren wieder eingerichtet und die Kirche neu erbaut.
Der Kirchenneubau im Stil des Barock entstand 1726 bis 1730. Nach der Säkularisation in Preußen wurde das Kirchengebäude ab 1810 als Magazin genutzt. 1864 wurde es den Elisabethinnen übergeben, die es wieder als Gotteshaus nutzten. 
1910 wurde das Kirchenschiff erweitert. 1965 wurde das Kirchengebäude unter Denkmalschutz gestellt. Zwischen 1970 und 1975 wurde der Kirchenbau saniert. 1972 entstand die Pfarrei St. Peter und Paul.

## Architektur
Der Kirchenbau entstand auf dem Grundriss eines Griechischen Kreuzes mit Annexen im westlichen Bereich. Das Langhaus ist überwölbt mit einer flachen elliptischen Kuppel. Im Chor und über der Orgelempore befinden sich Stichkappentonnen. Die Fassade ist gegliedert durch Lisenen und zwei Fensterreihen. An der Fassade zur Straße hin befindet sich ein barocker Volutengiebel. 
Die Innenausstattung entstand im Stil des Spätbarock. Der Hauptaltar aus dem Ende des 18. Jahrhunderts enthält eine geschnitzte Kreuzigungsgruppe und Skulpturen der hll. Peter und Paul. Die Kreuzwegstationen schuf 1927 der Maler R. Richter. 
An der Südostfront befindet sich der Glockenturm. Dieser ist bekrönt durch eine barocke Zwiebelhaube mit Laterne.